# Saint-Prouant
Saint-Prouant település Franciaországban, Vendée megyében. Lakosainak száma 1671 fő (2022. január 1.). Saint-Prouant Le Boupère, Monsireigne, Mouchamps, Rochetrejoux, Saint-Germain-de-Prinçay és Sigournais községekkel határos.

## Népesség
A település népessége az elmúlt években az alábbi módon változott:
| Lakosok száma | 1504 | 1552 | 1612 | 1618 | 1647 | 1662 | 1680 | 1675 | 1671 |
|               | 2013 | 2015 | 2016 | 2017 | 2018 | 2019 | 2020 | 2021 | 2022 |